# Deepside Deejays
Deepside Deejays es un grupo rumano de música house y electro fundado en 2008. Sus actuales miembros son Víctor de la Pena, Nadir Tamuz y David Pryce.
Destacan, entre otras cosas, por haber creado el estilo popcorn junto a artistas como David Deejay e Inna.

## Biografía
El proyecto comenzó con el deseo de llegar a algo nuevo en la escena de la música house, siendo uno de los primeros proyectos rumanos en este género musical. Fue por esto que  la formación Deepside Deejays en 2008 y comenzaron a producir y remezclar con su estilo característico, contando hasta la actualidad más de cincuenta remixes y veinte singles originales.
Su primer sencillo de éxito, «Beautiful Days», obtuvo notoriedad a nivel internacional (triunfó tanto en Europa como en países como India, Dubái, Egipto o Marruecos. Alcanzó la posición número uno en Polonia, Marruecos, India, Grecia, Chipre, Rumanía, Malta, llegó al puesto diez en Suecia y Noruega y llegó al Top 20 en Francia, llegando a estar presente listas de éxitos alemanas.
En 2009 se convierten en participantes obligados de los concursos internacionales de música al ganar el concurso de remixes organizado por el sello de música electrónica Toolroom, remezclar uno de los más famosos productores y DJs, Dirty South. En enero de 2009 Deepside Deejays ganaron el concurso Gfab Records, remezclando «Get Shaky» del productor Ian Carey y, sólo unos pocos días después, un comunicado de prensa anunció que Deepside Deejays eran "los ganadores "en el John Dahlback. Poco después, comenzaron a trabajar para varios proyectos de expedientes Gfab, tales como: Thomas Gold, Avengerz alma y los buenos. En mayo de 2009 Deepside Deejays fueron declarados los "Ganadores de la Gran Final" en un concurso organizado por FOEM en colaboración con Martin Solveig. El remix ganador fue anunciado por el propio Martin Solveig, durante el Festival INOX en Francia, el 17 de mayo.
En 2009 ganaron el premio al mejor DJ de MTV Rumania Music Awards, siendo nominado en otras dos categorías: Best Dance y Best New Act, y en 2010 ganaron el premio al mejor grupo rumano Music Awards y al Mejor proyecto de danza en los premios Nights.ro En ese mismo año Tiësto, renombrado DJ, decidió hacer un remix de «Don`t Say it`s over» (del artista rumano Alex), lo que contribuyó a incrementar la popularidad del grupo.
En 2011, Deepside Deejays lanzó la canción «Never Be Alone», que se convirtió rápidamente en un éxito radial dentro de Rumanía y Rusia.
En 2012, Depside Deejays lanzó su sencillo «Look Into My Eyes» y «Stay With Me Tonight».

## Miembros

### Miembros actuales
- Nadir Tamuz - vocalista (2018–)
- Dave Pryce (Silviu Paduraru) - DJ, teclados, producción (2008–)
- Victor de la Pena - vocalista (2008–)

### Antiguos miembros
- Nick Kamarera - DJ (2008–2009)
- Vibearena - MC (2008–2014)

## Discografía

### Singles
- 2008 - «Beautiful days»
- 2009 - «Hold you»
- 2009 - «Over and over again» (con DJ Project)
- 2010 - «Around the world»
- 2011 - «Never be alone»
- 2012 - «Stay with me tonight»
- 2013 - «Look into my eyes»
- 2013 - «Million miles away» (con Dollarman)
- 2013 - «The road back home» (con Vicky Red)
- 2014 - «Wild child»
- 2014 - «In my heart»
- 2014 - «Highways»
- 2015 - «Forever 23»
- 2016 - «Sing it back» (con Dael Damsa)
- 2016 - «Maybe tonight» (con Dael Damsa)
- 2018 - «Tu m'as promis»
- 2019 - «Maya»

## Premios y nominaciones
| Año  | Nominado                  | Galardón                 | Resultado | Ref.  |
| ---- | ------------------------- | ------------------------ | --------- | ----- |
| 2009 | Mejor baile               | MTV Rumania Music Awards | Nominado  | [ 1 ] |
| 2009 | Mejor actuación debutante | MTV Rumania Music Awards | Nominado  | [ 1 ] |
| 2009 | Mejor DJ                  | MTV Rumania Music Awards | Ganador   | [ 1 ] |
| 2010 | Mejor proyecto de baile   | Premios Night.ro         | Ganador   | [ 1 ] |
| 2010 | Mejor grupo rumano        | Music awards             | Ganador   | [ 3 ] |